# Monashee Mountains
Monashee Mountains je pohoří na jihovýchodě Britské Kolumbie v Kanadě.
Pohoří je součástí Kolumbijských hor.
Nejvyšší horou je Mount Monashee s nadmořskou výškou 3 274 m.

## Geografie

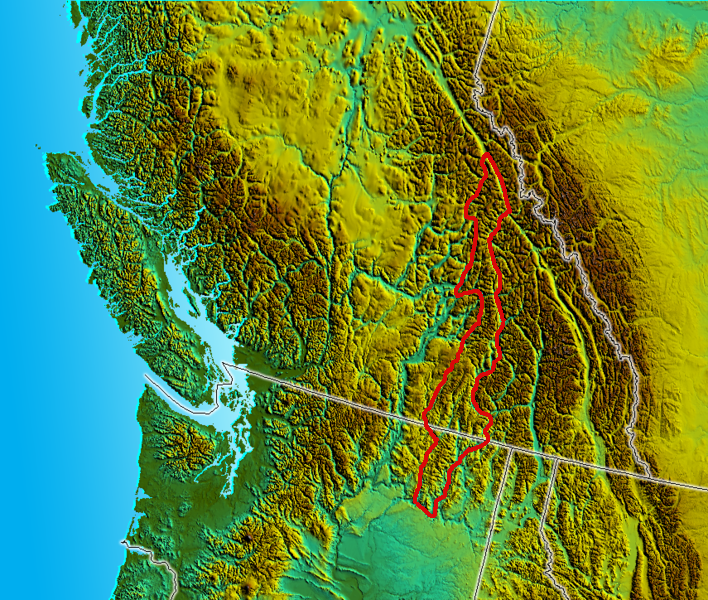
Monashee Mountains

Monashee Mountains leží západně od Selkirkova pohoří. Rozkládá se ze severu k jihu v délce 530 km, šířku má 150 km. Na západě je pohoří ohraničeno jezery Shuswap Lake a Okanaga Lake, řekou Thompson River a plošinou Okanagan-Thompson Plateau, na východě řekou Columbií. Většina hor má maximální nadmořské výšky okolo 2 500 metrů.